# Vektorraum

Vektoraddition und Multiplikation mit Skalaren: Ein Vektor v (blau) wird zu einem anderen Vektor w addiert (rot, unten). Oben wird w um einen Faktor 2 gestreckt, das Ergebnis ist die Summe v + 2·w.

Ein Vektorraum oder linearer Raum ist eine algebraische Struktur, die in vielen Teilgebieten der Mathematik verwendet wird. Vektorräume bilden den zentralen Untersuchungsgegenstand der linearen Algebra. Die Elemente eines Vektorraums heißen Vektoren. Sie können addiert oder mit Skalaren (Zahlen) multipliziert werden. Das Ergebnis ist wieder ein Vektor desselben Vektorraums. Entstanden ist der Begriff, indem diese Eigenschaften ausgehend von (geometrischen) Vektoren des euklidischen Raumes abstrahiert wurden, so dass sie dann auf abstraktere Objekte wie Funktionen oder Matrizen übertragbar sind.
Die Skalare, mit denen man einen Vektor multiplizieren kann, stammen aus einem Körper. Deswegen ist ein Vektorraum immer ein Vektorraum über einem bestimmten Körper. Sehr oft handelt es sich dabei um den Körper {\displaystyle \mathbb {R} } der reellen Zahlen oder den Körper {\displaystyle \mathbb {C} } der komplexen Zahlen. Man spricht dann von einem reellen Vektorraum bzw. einem komplexen Vektorraum.
Eine Basis eines Vektorraums ist eine Menge von Vektoren, die es erlaubt, jeden Vektor durch eindeutige Koordinaten darzustellen. Die Anzahl der Basisvektoren in einer Basis wird Dimension des Vektorraums genannt. Sie ist unabhängig von der Wahl der Basis und kann auch unendlich sein. Die strukturellen Eigenschaften eines Vektorraums sind eindeutig durch den Körper, über dem er definiert ist, und seine Dimension bestimmt.
Eine Basis ermöglicht es, Rechnungen mit Vektoren über deren Koordinaten statt mit den Vektoren selbst auszuführen, was manche Anwendungen erleichtert.

## Definition
Es seien {\displaystyle V} eine Menge, {\displaystyle (K,+,\cdot )} ein Körper, {\displaystyle \oplus \colon V\times V\to V} eine innere zweistellige Verknüpfung, genannt Vektoraddition, und {\displaystyle \odot \colon K\times V\to V} eine äußere zweistellige Verknüpfung, genannt Skalarmultiplikation. Man nennt dann {\displaystyle (V,\oplus ,\odot )} einen Vektorraum über dem Körper {\displaystyle K} oder kurz {\displaystyle K}-Vektorraum, wenn für alle {\displaystyle u,v,w\in V} und {\displaystyle \alpha ,\beta \in K} die folgenden Eigenschaften gelten:
Vektoraddition:
V1: {\displaystyle u\oplus (v\oplus w)=(u\oplus v)\oplus w} (Assoziativgesetz)
V2: Existenz eines neutralen Elements {\displaystyle 0_{V}\in V} mit {\displaystyle v\oplus 0_{V}=0_{V}\oplus v=v}
V3: Existenz eines zu {\displaystyle v\in V} inversen Elements {\displaystyle -v\in V} mit {\displaystyle v\oplus (-v)=(-v)\oplus v=0_{V}}
V4: {\displaystyle v\oplus u=u\oplus v} (Kommutativgesetz)
Skalarmultiplikation:
S1: {\displaystyle \alpha \odot (u\oplus v)=(\alpha \odot u)\oplus (\alpha \odot v)}
S2: {\displaystyle (\alpha +\beta )\odot v=(\alpha \odot v)\oplus (\beta \odot v)}
S3: {\displaystyle (\alpha \cdot \beta )\odot v=\alpha \odot (\beta \odot v)}
S4: {\displaystyle 1\odot v=v} für das Einselement {\displaystyle 1\in K} des Skalarkörpers
Anmerkungen
- Die Axiome V1, V2 und V3 der Vektoraddition besagen, dass {\displaystyle (V,\oplus )} eine Gruppe bildet, und Axiom V4, dass diese abelsch ist. Ihr neutrales Element {\displaystyle 0_{V}} heißt Nullvektor.
- Ein Körper {\displaystyle (K,+,\cdot )} ist eine abelsche Gruppe {\displaystyle (K,+)} mit neutralem Element (Nullelement) {\displaystyle 0_{K}\in K} und einer zweiten inneren zweistelligen Verknüpfung {\displaystyle \cdot ,} sodass auch {\displaystyle (K\setminus \{0_{K}\},\cdot )} eine abelsche Gruppe ist und die Distributivgesetze gelten. Wichtige Beispiele für Körper sind die reellen Zahlen {\displaystyle \mathbb {R} } und die komplexen Zahlen {\displaystyle \mathbb {C} }.
- Die Axiome S1 und S2 der Skalarmultiplikation werden ebenfalls als Distributivgesetze bezeichnet, Axiom S3 auch als Assoziativgesetz.[1][2] Dabei ist jedoch zu beachten, dass bei Axiom S2 die Pluszeichen zwei verschiedene Additionen (links die in {\displaystyle K} und rechts jene in {\displaystyle V}) bezeichnen und dass bei Axiom S3 die Skalarmultiplikation assoziativ mit der Multiplikation in {\displaystyle K} ist.
- Die Axiome S1 und S2 garantieren für die Skalarmultiplikation die Linksverträglichkeit mit der Vektoraddition und die Rechtsverträglichkeit mit der Körper- und der Vektoraddition. Axiome S3 und S4 stellen zudem sicher, dass die multiplikative Gruppe {\displaystyle (K\setminus \{0_{K}\},\cdot )} des Körpers auf {\displaystyle V} operiert.
- In diesem Artikel werden im Folgenden, wie in der Mathematik üblich, sowohl die Addition im Körper {\displaystyle K} als auch die Addition im Vektorraum {\displaystyle V} mit demselben Zeichen {\displaystyle +} bezeichnet, obwohl es sich um unterschiedliche Verknüpfungen handelt. Für {\displaystyle u\oplus (-v)} wird {\displaystyle u-v} geschrieben. Genauso werden sowohl die Multiplikation im Körper als auch die skalare Multiplikation zwischen Körperelement und Vektorraumelement mit {\displaystyle \cdot } bezeichnet. Bei beiden Multiplikationen ist es auch üblich, den Malpunkt wegzulassen. Dadurch, dass in Vektorräumen die oben genannten Axiome gelten, besteht in der Praxis keine Gefahr, die beiden Additionen oder die beiden Multiplikationen zu verwechseln. Darüber hinaus kann man an den zu addierenden bzw. zu multiplizierenden Elementen die Verknüpfung unterscheiden. Die Verwendung der gleichen Symbole macht die Vektorraumaxiome besonders suggestiv. Zum Beispiel schreibt sich Axiom S1 als {\displaystyle \alpha \cdot (u+v)=\alpha \cdot u+\alpha \cdot v} und Axiom S3 als {\displaystyle (\alpha \cdot \beta )\cdot v=\alpha \cdot (\beta \cdot v)}.
- Mit den beiden Trägermengen {\displaystyle V} und {\displaystyle K} sind Vektorräume Beispiele für heterogene Algebren.[3]

## Erste Eigenschaften
Für alle {\displaystyle \alpha \in K} und {\displaystyle v,w\in V} gelten folgende Aussagen:
- {\displaystyle (-\alpha )\odot v=-(\alpha \odot v)=\alpha \odot (-v)}.
- {\displaystyle \alpha \odot v=0_{V}\quad \Leftrightarrow \quad \alpha =0_{K}{\text{ oder }}v=0_{V}}.
- Die Gleichung {\displaystyle v\oplus x=w} ist für alle {\displaystyle v,w\in V} eindeutig lösbar; die Lösung ist {\displaystyle x=w\oplus (-v)}.

## Beispiele

### Euklidische Ebene
Ein anschaulicher Vektorraum ist die zweidimensionale euklidische Ebene {\displaystyle \mathbb {R} ^{2}} (in rechtwinkligen kartesischen Koordinatensystemen) mit den Pfeilklassen (Verschiebungen oder Translationen) als Vektoren und den reellen Zahlen als Skalaren.
{\displaystyle {\vec {v}}=(2,3)} ist die Verschiebung um 2 Einheiten nach rechts und 3 Einheiten nach oben,
{\displaystyle {\vec {w}}=(3,-5)} die Verschiebung um 3 Einheiten nach rechts und 5 Einheiten nach unten.
Die Summe zweier Verschiebungen ist wieder eine Verschiebung, und zwar diejenige Verschiebung, die man erhält, indem man die beiden Verschiebungen nacheinander ausführt:
{\displaystyle {\vec {v}}+{\vec {w}}=(5,-2)}, d. h. die Verschiebung um 5 Einheiten nach rechts und 2 Einheiten nach unten.
Der Nullvektor {\displaystyle {\vec {0}}=(0,0)} entspricht der Verschiebung, die alle Punkte an ihrem Platz belässt, d. h. der identischen Abbildung.
Durch die Streckung der Verschiebung {\displaystyle {\vec {v}}} mit einem Skalar {\displaystyle a=3} aus der Menge der reellen Zahlen erhalten wir das Dreifache der Verschiebung:
{\displaystyle a\cdot {\vec {v}}=3\cdot (2,3)=(6,9)}.
Alles zu diesem Beispiel Gesagte gilt auch in der reellen affinen Ebene.

### Koordinatenraum
Ist {\displaystyle K} ein Körper und {\displaystyle n} eine natürliche Zahl, so bildet das {\displaystyle n}-fache kartesische Produkt
{\displaystyle K^{n}=\{(v_{1},\dots ,v_{n})\mid v_{1},\dots ,v_{n}\in K\},}
die Menge aller {\displaystyle n}-Tupel mit Einträgen in {\displaystyle K}, einen Vektorraum über {\displaystyle K}.
Die Addition und die skalare Multiplikation werden komponentenweise definiert; für
{\displaystyle u=(u_{1},u_{2},\dots ,u_{n}),v=(v_{1},v_{2},\dots ,v_{n})\in K^{n}}, {\displaystyle \alpha \in K} setzt man
{\displaystyle u+v=(u_{1},u_{2},\dots ,u_{n})+(v_{1},v_{2},\dots ,v_{n})=(u_{1}+v_{1},u_{2}+v_{2},\dots ,u_{n}+v_{n})}
und
{\displaystyle \alpha \cdot v=\alpha \cdot (v_{1},v_{2},\dots ,v_{n})=(\alpha \,v_{1},\alpha \,v_{2},\dots ,\alpha \,v_{n}).}
Häufig werden die {\displaystyle n}-Tupel auch als Spaltenvektoren notiert, das heißt, ihre Einträge werden untereinander geschrieben.
Die Vektorräume {\displaystyle K^{n}} bilden gewissermaßen die Standardbeispiele für endlichdimensionale Vektorräume. Jeder {\displaystyle n}-dimensionale {\displaystyle K}-Vektorraum ist isomorph zum Vektorraum {\displaystyle K^{n}}. Mit Hilfe einer Basis kann jedes Element eines Vektorraums eindeutig durch ein Element des {\displaystyle K^{n}} als Koordinatentupel dargestellt werden.

### Funktionenräume

#### Grundsätzliches und Definition

Beispiel der Addition bei Funktionen: Die Summe der Sinusfunktion und der Exponentialfunktion ist mit

Ist {\displaystyle K} ein Körper, {\displaystyle V} ein {\displaystyle K}-Vektorraum und {\displaystyle A} eine beliebige Menge, so kann auf der Menge {\displaystyle F(A,V)} aller Funktionen {\displaystyle f\colon A\to V} eine Addition und eine skalare Multiplikation punktweise definiert werden:
Für {\displaystyle f,g\in F(A,V)} und {\displaystyle \alpha \in K} sind die Funktionen {\displaystyle f+g\in F(A,V)} und {\displaystyle \alpha \cdot f\in F(A,V)} definiert durch
{\displaystyle (f+g)(x)=f(x)+g(x)} für alle {\displaystyle x\in A} und
{\displaystyle (\alpha \cdot f)(x)=\alpha \cdot f(x)} für alle {\displaystyle x\in A}.
Mit dieser Addition und dieser skalaren Multiplikation ist {\displaystyle F(A,V)} ein {\displaystyle K}-Vektorraum.
Insbesondere gilt dies für {\displaystyle F(A,K)}, wenn also als Zielraum der Körper {\displaystyle K} selbst gewählt wird.
Weitere Beispiele für Vektorräume erhält man als Untervektorräume dieser Funktionenräume.
In vielen Anwendungen ist {\displaystyle K=\mathbb {R} }, der Körper der reellen Zahlen, oder {\displaystyle K=\mathbb {C} }, der Körper der komplexen Zahlen, und {\displaystyle A} ist eine Teilmenge von {\displaystyle \mathbb {R} }, {\displaystyle \mathbb {R} ^{n}}, {\displaystyle \mathbb {C} } oder {\displaystyle \mathbb {C} ^{n}}.
Beispiele sind etwa der Vektorraum aller Funktionen von {\displaystyle \mathbb {R} } nach {\displaystyle \mathbb {R} } und die Unterräume {\displaystyle C^{0}(\mathbb {R} ,\mathbb {R} )} aller stetigen Funktionen und {\displaystyle C^{k}(\mathbb {R} ,\mathbb {R} )} aller {\displaystyle k}-mal stetig differenzierbaren Funktionen von {\displaystyle \mathbb {R} } nach {\displaystyle \mathbb {R} }.

#### Raum der linearen Funktionen
Ein einfaches Beispiel für einen Funktionenraum ist der zweidimensionale Raum der reellen linearen Funktionen, das heißt der Funktionen der Form
{\displaystyle f\colon \mathbb {R} \to \mathbb {R} ,\;x\mapsto ax+b}
mit reellen Zahlen {\displaystyle a} und {\displaystyle b}. Dies sind diejenigen Funktionen, deren Graph eine Gerade ist. Die Menge dieser Funktionen ist ein Untervektorraum des Raums aller reellen Funktionen, denn die Summe zweier linearer Funktionen ist wieder linear, und ein Vielfaches einer linearen Funktion ist auch eine lineare Funktion.
Zum Beispiel ist die Summe der beiden linearen Funktionen {\displaystyle f} und {\displaystyle g} mit
{\displaystyle f(x)=2x+3}, {\displaystyle g(x)=3x-5}
die Funktion {\displaystyle f+g} mit
{\displaystyle (f+g)(x)=f(x)+g(x)=2x+3+3x-5=(2+3)x+(3-5)=5x-2}.
Das 3-Fache der linearen Funktion {\displaystyle f} ist die lineare Funktion {\displaystyle 3f} mit
{\displaystyle (3f)(x)=3\cdot f(x)=3\cdot (2x+3)=(3\cdot 2)x+(3\cdot 3)=6x+9}.

### Polynomräume
Die Menge {\displaystyle K[X]} der Polynome mit Koeffizienten aus einem Körper {\displaystyle K} bildet mit der üblichen Addition und der üblichen Multiplikation mit einem Körperelement einen unendlichdimensionalen Vektorraum. Die Menge der Monome {\displaystyle \{1,\ x,\ x^{2},\ x^{3},\ x^{4},\dots \}} ist eine Basis dieses Vektorraums. Die Menge der Polynome, deren Grad durch ein {\displaystyle n\in \mathbb {N} } nach oben beschränkt ist, bildet einen Untervektorraum der Dimension {\displaystyle n+1}. Beispielsweise bildet die Menge aller Polynome vom Grad kleiner gleich 4, also aller Polynome der Form
{\displaystyle ax^{4}+bx^{3}+cx^{2}+dx+e},
einen 5-dimensionalen Vektorraum mit der Basis {\displaystyle \{1,\ x,\ x^{2},\ x^{3},\ x^{4}\}}.
Bei unendlichen Körpern {\displaystyle K} kann man die (abstrakten) Polynome mit den zugehörigen Polynomfunktionen identifizieren. Bei dieser Betrachtungsweise entsprechen die Polynomräume Unterräumen des Raums aller Funktionen von {\displaystyle K} nach {\displaystyle K}. Zum Beispiel entspricht der Raum aller reellen Polynome vom Grad {\displaystyle \leq 1} dem Raum der linearen Funktionen.

### Körpererweiterungen
Ist {\displaystyle L} ein Oberkörper von {\displaystyle K}, so ist {\displaystyle L} mit seiner Addition und der eingeschränkten Multiplikation {\displaystyle K\times L\rightarrow L} als skalare Multiplikation ein {\displaystyle K}-Vektorraum. Die nachzuweisenden Regeln ergeben sich unmittelbar aus den Körperaxiomen für {\displaystyle L}. Diese Beobachtung spielt eine wichtige Rolle in der Körpertheorie.
Beispielsweise ist {\displaystyle \mathbb {C} } auf diese Weise ein zweidimensionaler {\displaystyle \mathbb {R} }-Vektorraum; eine Basis ist {\displaystyle \{1,\mathrm {i} \}}. Ebenso ist {\displaystyle \mathbb {R} } ein unendlichdimensionaler {\displaystyle \mathbb {Q} }-Vektorraum, bei dem eine Basis jedoch nicht konkret angegeben werden kann.

## Lineare Abbildungen
Lineare Abbildungen sind die Abbildungen zwischen zwei Vektorräumen, die die Struktur des Vektorraums erhalten. Sie sind die Homomorphismen zwischen Vektorräumen im Sinne der universellen Algebra. Eine Funktion {\displaystyle f\colon U\to V} zwischen zwei Vektorräumen {\displaystyle U} und {\displaystyle V} über demselben Körper {\displaystyle K} heißt genau dann linear, wenn für alle {\displaystyle a,b\in U} und alle {\displaystyle \lambda \in K}
- {\displaystyle f(a+b)=f(a)+f(b)}
- {\displaystyle f(\lambda a)=\lambda f(a)}

erfüllt sind. Das heißt, {\displaystyle f} ist kompatibel mit den Strukturen, die den Vektorraum konstituieren: der Addition und der Skalarmultiplikation. Zwei Vektorräume heißen isomorph, wenn es eine lineare Abbildung zwischen ihnen gibt, die bijektiv ist, also eine Umkehrfunktion besitzt. Diese Umkehrfunktion ist dann automatisch ebenfalls linear. Isomorphe Vektorräume unterscheiden sich nicht bezüglich ihrer Struktur als Vektorraum.

## Basis eines Vektorraums
Für endlich viele {\displaystyle v_{1},\dotsc ,v_{n}\in V} und {\displaystyle \alpha _{1},\dotsc ,\alpha _{n}\in K} bezeichnet man die Summe
{\displaystyle s=\alpha _{1}v_{1}+\dotsb +\alpha _{n}v_{n}=\sum _{i=1}^{n}\alpha _{i}v_{i}}
als Linearkombination der Vektoren {\displaystyle v_{1},\dotsc ,v_{n}}. Dabei ist {\displaystyle s} selbst wieder ein Vektor aus dem Vektorraum {\displaystyle V}.
Ist {\displaystyle S} eine Teilmenge von {\displaystyle V}, so wird die Menge aller Linearkombinationen von Vektoren aus {\displaystyle S} die lineare Hülle von {\displaystyle S} genannt. Sie ist ein Untervektorraum von {\displaystyle V}, und zwar der kleinste Untervektorraum, der {\displaystyle S} enthält.
Eine Teilmenge {\displaystyle S} eines Vektorraums {\displaystyle V} heißt linear abhängig, wenn sich der Nullvektor auf nicht-triviale Weise als eine Linearkombination von Vektoren {\displaystyle v_{1},\dotsc ,v_{n}\in S} ausdrücken lässt. „Nicht-trivial“ bedeutet, dass mindestens ein Skalar (ein Koeffizient der Linearkombination) von null verschieden ist. Andernfalls heißt {\displaystyle S} linear unabhängig.
Eine Teilmenge {\displaystyle B} eines Vektorraums {\displaystyle V} ist eine Basis von {\displaystyle V}, wenn {\displaystyle B} linear unabhängig ist und die lineare Hülle von {\displaystyle B} der ganze Vektorraum ist.
Unter Voraussetzung des Auswahlaxioms lässt sich mit dem Lemma von Zorn beweisen, dass jeder Vektorraum eine Basis hat (er ist frei), wobei diese Aussage im Rahmen von Zermelo-Fraenkel äquivalent zum Auswahlaxiom ist. Dies hat weitreichende Konsequenzen für die Struktur eines jeden Vektorraums: Zunächst einmal lässt sich zeigen, dass je zwei Basen eines Vektorraums dieselbe Kardinalität haben, sodass die Kardinalität einer beliebigen Basis eines Vektorraums eine eindeutige Kardinalzahl ist, die man als Dimension des Vektorraums bezeichnet. Zwei Vektorräume über demselben Körper sind nun genau dann isomorph, wenn sie dieselbe Dimension haben, denn aufgrund der Gleichmächtigkeit zweier Basen von zwei Vektorräumen existiert eine Bijektion zwischen ihnen. Diese lässt sich zu einer bijektiven linearen Abbildung, also einem Isomorphismus der beiden Vektorräume, fortsetzen. Ebenso lässt sich zeigen, dass beliebige lineare Abbildungen durch die Bilder von Elementen einer Basis festgelegt sind. Dies ermöglicht die Darstellung jedweder linearer Abbildungen zwischen endlichdimensionalen Vektorräumen als Matrix. Dies lässt sich auf unendlichdimensionale Vektorräume übertragen, wobei jedoch sichergestellt werden muss, dass jede verallgemeinerte „Spalte“ nur endlich viele von null verschiedene Einträge enthält, damit jeder Basisvektor auf eine Linearkombinationen von Basisvektoren im Zielraum abgebildet wird.
Mittels des Basisbegriffs hat sich das Problem, ein Skelett in der Kategorie aller Vektorräume über einem gegebenen Körper zu finden, darauf reduziert, ein Skelett in der Kategorie der Mengen zu finden, das durch die Klasse der Kardinalzahlen gegeben ist. Jeder {\displaystyle d}-dimensionale Vektorraum lässt sich auch als die {\displaystyle d}-fache direkte Summe des zugrunde liegenden Körpers auffassen. Die direkten Summen eines Körpers bilden also ein Skelett der Kategorie der Vektorräume über ihm.
Die Linearfaktoren der Darstellung eines Vektors in den Basisvektoren heißen Koordinaten des Vektors bezüglich der Basis und sind Elemente des zugrunde liegenden Körpers. Erst durch Einführung einer Basis werden jedem Vektor seine Koordinaten bezüglich der gewählten Basis zugeordnet. Dadurch wird das Rechnen erleichtert, insbesondere wenn man statt Vektoren in „abstrakten“ Vektorräumen ihre zugeordneten „anschaulichen“ Koordinatenvektoren verwenden kann.

## Untervektorraum
Ein Untervektorraum (auch linearer Unterraum) ist eine Teilmenge eines Vektorraums, die selbst wieder ein Vektorraum über demselben Körper ist. Dabei werden die Vektorraumoperationen auf den Untervektorraum vererbt. Ist {\displaystyle V} ein Vektorraum über einem Körper {\displaystyle K}, so bildet eine Teilmenge {\displaystyle U\subseteq V} genau dann einen Untervektorraum, wenn die folgenden Bedingungen erfüllt sind:
- {\displaystyle U\neq \emptyset }
- Für alle {\displaystyle u,v\in U} gilt {\displaystyle u+v\in U}
- Für alle {\displaystyle v\in U} und {\displaystyle \alpha \in K} gilt {\displaystyle \alpha \,v\in U}

Die Menge {\displaystyle U} muss also abgeschlossen bezüglich der Vektoraddition und der Skalarmultiplikation sein. Jeder Vektorraum enthält zwei triviale Untervektorräume, nämlich zum einen sich selbst, zum anderen den Nullvektorraum {\displaystyle \{0\}}, der nur aus dem Nullvektor besteht. Da {\displaystyle U} selbst ein Vektorraum ist, impliziert dies insbesondere die notwendige Bedingung, dass {\displaystyle U} den Nullvektor enthalten muss. Jeder Unterraum ist Bild eines anderen Vektorraums unter einer linearen Abbildung in den Raum und Kern einer linearen Abbildung in einen anderen Vektorraum. Aus einem Vektorraum und einem Untervektorraum kann man durch Bildung von Äquivalenzklassen einen weiteren Vektorraum, den Quotientenraum oder Faktorraum, bilden, was maßgeblich mit der Eigenschaft eines Unterraums zusammenhängt, ein Kern zu sein, siehe auch Homomorphiesatz.

## Verknüpfung von Vektorräumen
Zwei oder mehrere Vektorräume können auf verschiedene Weisen miteinander verknüpft werden, sodass ein neuer Vektorraum entsteht.

### Direkte Summe
Die direkte Summe zweier Vektorräume {\displaystyle V,W} über dem gleichen Körper besteht aus allen geordneten Paaren von Vektoren, von denen die erste Komponente aus dem ersten Raum und die zweite Komponente aus dem zweiten Raum stammt:
{\displaystyle V\oplus W:=\left\{\left(v,w\right)\mid v\in V,w\in W\right\}}
Auf dieser Menge von Paaren wird dann die Vektoraddition und die Skalarmultiplikation komponentenweise definiert, wodurch wiederum ein Vektorraum entsteht. Die Dimension von {\displaystyle V\oplus W} ist dann gleich der Summe der Dimensionen von {\displaystyle V} und {\displaystyle W}. Häufig werden die Elemente von {\displaystyle V\oplus W} statt als Paar {\displaystyle (v,w)} auch als Summe {\displaystyle v+w} geschrieben. Die direkte Summe kann auch auf die Summe endlich vieler und sogar unendlich vieler Vektorräume verallgemeinert werden, wobei im letzteren Fall nur endlich viele Komponenten ungleich dem Nullvektor sein dürfen.

### Direktes Produkt
Das direkte Produkt zweier Vektorräume {\displaystyle V,W} über dem gleichen Körper besteht, wie die direkte Summe, aus allen geordneten Paaren von Vektoren der Form
{\displaystyle V\times W=\left\{\left(v,w\right)\mid v\in V,w\in W\right\}}.
Die Vektoraddition und die Skalarmultiplikation werden wieder komponentenweise definiert und die Dimension von {\displaystyle V\times W} ist wieder gleich der Summe der Dimensionen von {\displaystyle V} und {\displaystyle W}. Bei dem direkten Produkt unendlich vieler Vektorräume dürfen jedoch auch unendlich viele Komponenten ungleich dem Nullvektor sein, wodurch es sich in diesem Fall von der direkten Summe unterscheidet.

### Tensorprodukt
Das Tensorprodukt zweier Vektorräume {\displaystyle V,W} über dem gleichen Körper wird durch
{\displaystyle V\otimes W}
notiert. Die Elemente des Tensorproduktraums haben dabei die bilineare Darstellung
{\displaystyle \sum _{i\in I}\sum _{j\in J}a_{ij}(v_{i}\otimes w_{j})},
wobei {\displaystyle a_{ij}} Skalare sind, {\displaystyle (v_{i})_{i\in I}} eine Basis von {\displaystyle V} ist und {\displaystyle (w_{j})_{j\in J}} eine Basis von {\displaystyle W} ist. Ist {\displaystyle V} oder {\displaystyle W} unendlichdimensional, dürfen hierbei wieder nur endlich viele Summanden ungleich null sein. Die Dimension von {\displaystyle V\otimes W} ist dann gleich dem Produkt der Dimensionen von {\displaystyle V} und {\displaystyle W}. Auch das Tensorprodukt kann auf mehrere Vektorräume verallgemeinert werden.

## Vektorräume mit zusätzlicher Struktur
In vielen Anwendungsbereichen in der Mathematik, etwa der Geometrie oder Analysis, ist die Struktur eines Vektorraums nicht ausreichend, etwa erlauben Vektorräume an sich keine Grenzwertprozesse, und man betrachtet daher Vektorräume mit bestimmten zusätzlich auf ihnen definierten Strukturen, die mit der Vektorraumstruktur in gewissem Sinn kompatibel sind. Beispiele:
Euklidischer VektorraumAls euklidischer Vektorraum wird (meist) ein reeller Vektorraum mit Skalarprodukt bezeichnet. Er ist ein Spezialfall eines Prähilbertraums (siehe dort für abweichende Nomenklatur).
Normierter RaumEin normierter Raum ist ein Vektorraum, in dem Vektoren eine Länge (Norm) besitzen. Diese ist eine nichtnegative reelle Zahl und erfüllt die Dreiecksungleichung.
PrähilbertraumEin Prähilbertraum ist ein reeller oder komplexer Vektorraum, auf dem ein inneres Produkt (Skalarprodukt bzw. positiv definite hermitesche Form) definiert ist. In einem solchen Raum kann man Begriffe wie Länge und Winkel definieren.
Topologischer VektorraumEin topologischer Vektorraum über einem topologischen Körper {\displaystyle K} ist ein topologischer Raum {\displaystyle V} mit einer kompatiblen {\displaystyle K}-Vektorraumstruktur, d. h., die Vektorraumoperationen {\displaystyle {+}\colon V\times V\to V} und {\displaystyle {\cdot }\colon K\times V\to V} sind stetig.
Unitärer VektorraumAls unitärer Vektorraum wird (meist) ein komplexer Vektorraum mit positiv definiter hermitescher Form („Skalarprodukt“) bezeichnet. Er ist ein Spezialfall des Prähilbertraums.
Bei all diesen Beispielen handelt es sich um topologische Vektorräume. In topologischen Vektorräumen sind die analytischen Konzepte der Konvergenz, der gleichmäßigen Konvergenz und der Vollständigkeit anwendbar. Ein vollständiger normierter Vektorraum heißt Banachraum, ein vollständiger Prähilbertraum heißt Hilbertraum.

## Verallgemeinerungen
- Wenn man an Stelle eines Körpers {\displaystyle K} einen kommutativen Ring zugrunde legt, erhält man einen Modul. Moduln sind eine gemeinsame Verallgemeinerung der Begriffe „abelsche Gruppe“ (für den Ring der ganzen Zahlen) und „Vektorraum“ (für Körper).

- Einige Autoren verzichten in der Definition von Körpern auf das Kommutativgesetz der Multiplikation und nennen Moduln über Schiefkörpern ebenfalls Vektorräume. Folgt man dieser Vorgehensweise, so müssen {\displaystyle K}-Linksvektorräume und {\displaystyle K}-Rechtsvektorräume unterschieden werden, da ein Schiefkörper nicht kommutativ ist. Die Situation ist vergleichbar mit der von Links- und Rechtsmoduln über einem (im Allgemeinen) nicht-kommutativen Ring. Die oben gegebene Definition des Vektorraums ergibt dabei einen {\displaystyle K}-Linksvektorraum, da die Skalare im Produkt auf der linken Seite stehen. {\displaystyle K}-Rechtsvektorräume werden analog mit der spiegelbildlich erklärten Skalarmultiplikation definiert. Viele fundamentale Ergebnisse gelten völlig analog auch für Vektorräume über Schiefkörpern, etwa die Existenz einer Basis.

- Wenn man an Stelle eines Körpers {\displaystyle K} einen Halbkörper zugrunde legt, erhält man einen Halbvektorraum.

- Eine andere Verallgemeinerung von Vektorräumen sind Vektorbündel; sie bestehen aus je einem Vektorraum für jeden Punkt eines topologischen Basisraums.

## Historische Anmerkung
Bartel Leendert van der Waerden merkt an, dass seines Wissens der Begriff „n-dimensionaler Vektorraum“ zum ersten Mal von Hermann Günther Graßmann in seinem Buch „Die lineale Ausdehnungslehre“ von 1844 explizit definiert wurde. Implizit gearbeitet wird mit dem Strukturbegriff in diversen Zusammenhängen natürlich schon wesentlich früher.